# Großheirath
Großheirath ist eine Gemeinde im oberfränkischen Landkreis Coburg.

## Geografie
Der Ort Großheirath liegt im Itzgrund etwa zwölf Kilometer südlich von Coburg.
Die Gemeinde Großheirath hat sieben Gemeindeteile (in Klammern sind der Siedlungstyp und die Einwohnerzahlen Stand 31. Dezember 2021 angegeben):
- Buchenrod (Dorf, 229)
- Erlesmühle (Einöde)
- Gossenberg (Dorf, 112)
- Großheirath (Pfarrdorf, 1272)
- Neuses an den Eichen (Dorf, 215)
- Rossach (Kirchdorf, 752)
- Watzendorf (Pfarrdorf, 132)

## Geschichte

### Bis zum Wechsel nach Bayern
Großheirath wurde erstmals im Jahre 1149 urkundlich erwähnt. Die Gestaltung der Pfarrkirche stammt aus dem Anfang des 18. Jahrhunderts. Bis 1918 zählte der Ort zum Herzogtum Sachsen-Coburg. Seit 1920 gehört er zum Freistaat Bayern.

### Eingemeindungen
Im Zuge der Gebietsreform in Bayern wurde am 1. April 1971 Buchenrod eingemeindet. Am 1. Mai 1978 wurden Gossenberg, Neuses an den Eichen, Rossach und Watzendorf Gemeindeteile der Gemeinde Großheirath.

### Verwaltungsgemeinschaft
Am 1. Mai 1978 wurde die Gemeinde Mitglied der Verwaltungsgemeinschaft Untersiemau, die nach deren Austritt am 1. Januar 1990 aufgelöst wurde.

### Einwohnerentwicklung
Im Zeitraum 1988 bis 2018 wuchs die Gemeinde von 1883 auf 2679 um 796 Einwohner bzw. um 42,3 %, das ist der höchste prozentuale Zuwachs im Landkreis im genannten Zeitraum.

## Politik

### Gemeinderat
Die Kommunalwahl 2020 führte zu folgender Sitzverteilung im Gemeinderat:
- CSU/Bürgerblock 6 Sitze
- GRÜNE 2 Sitze
- SPD 2 Sitze
- Freie Wähler Großheirath 4 Sitze

### Bürgermeister
Seit dem 1. Mai 2008 ist Udo Siegel (CSU) Erster Bürgermeister. Bei der Bürgermeisterwahl 2020 wurde er wiedergewählt.

### Wappen
| Wappen von Großheirath | Blasonierung: „Über von Blau und Gold gespaltenem Schildfuß, darin ein unterhalbes Mühlrad in verwechselten Farben, gespalten; vorne in Gold drei, eins zu zwei gestellte blaue Flachsblüten, hinten in Blau eine silberne Krümme“ |
| Wappen von Großheirath | Wappenbegründung: Großheirath besteht seit 1978 aus den ehemals selbstständigen Gemeinden Großheirath und Rossach. Die drei Flachsblüten sind aus dem Wappen von Rossach von 1955 übernommen; es ist durch ein Gemeindesiegel von 1792 in Abdrucken überliefert. Sie weisen auf den einst im Itztal bedeutenden Flachsanbau hin. Der Abtstab und die Farben Blau und Gold stammen aus dem Wappen des Klosters Langheim, das im Gemeindegebiet die Oberherrschaft über die sogenannten Eigendörfer Gossenberg, Neuses an der Eichen und Watzendorf innehatte. Diese Orte gehören heute zur Gemeinde Großheirath. Das Mühlrad weist auf die Nutzung der Wasserkraft im Gemeindegebiet entlang der Itz hin. Dieses Wappen wird seit 1981 geführt. |

## Kultur und Sehenswürdigkeiten

### Baudenkmäler

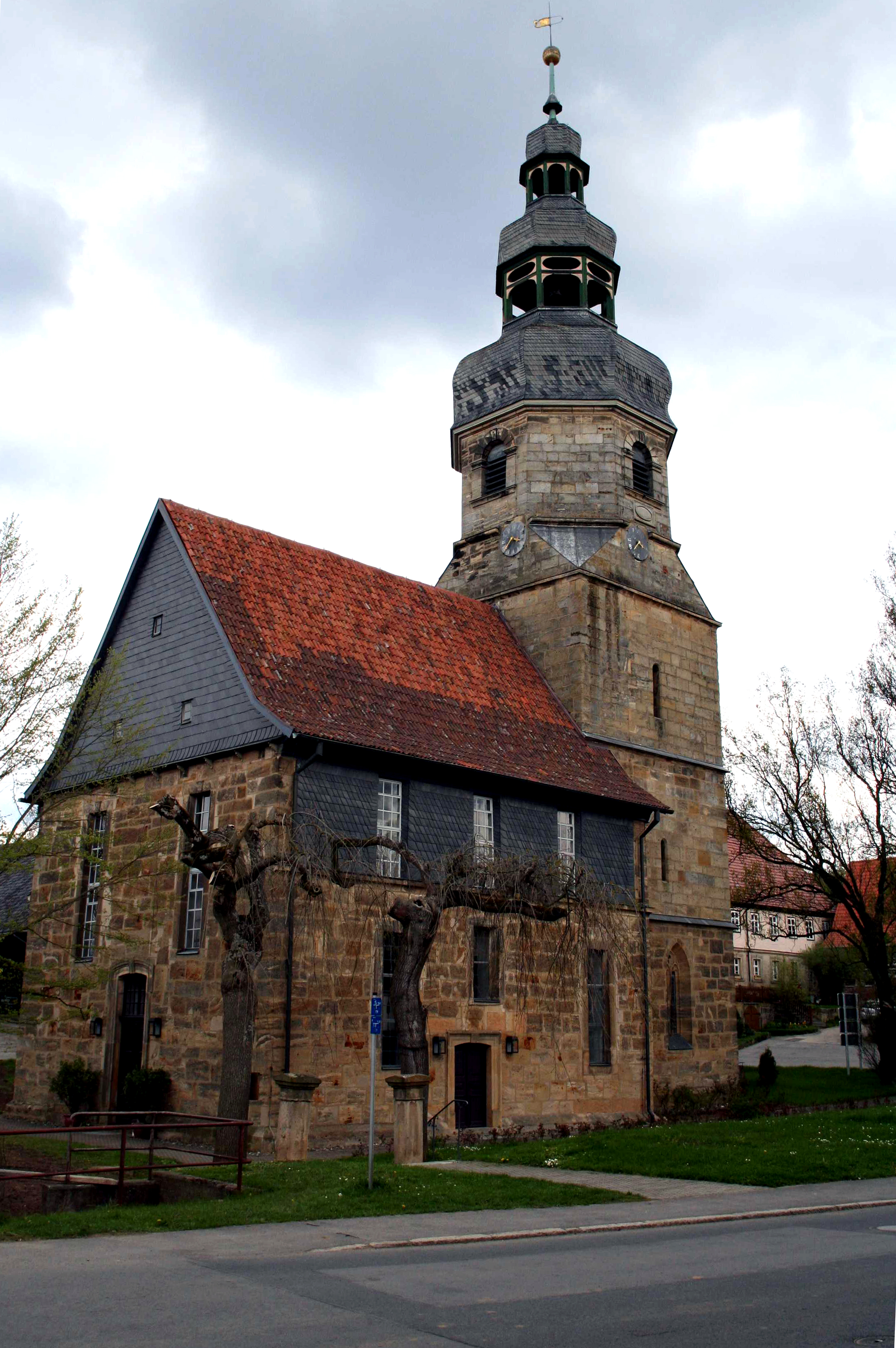
Evangelische Kirche in Großheirath
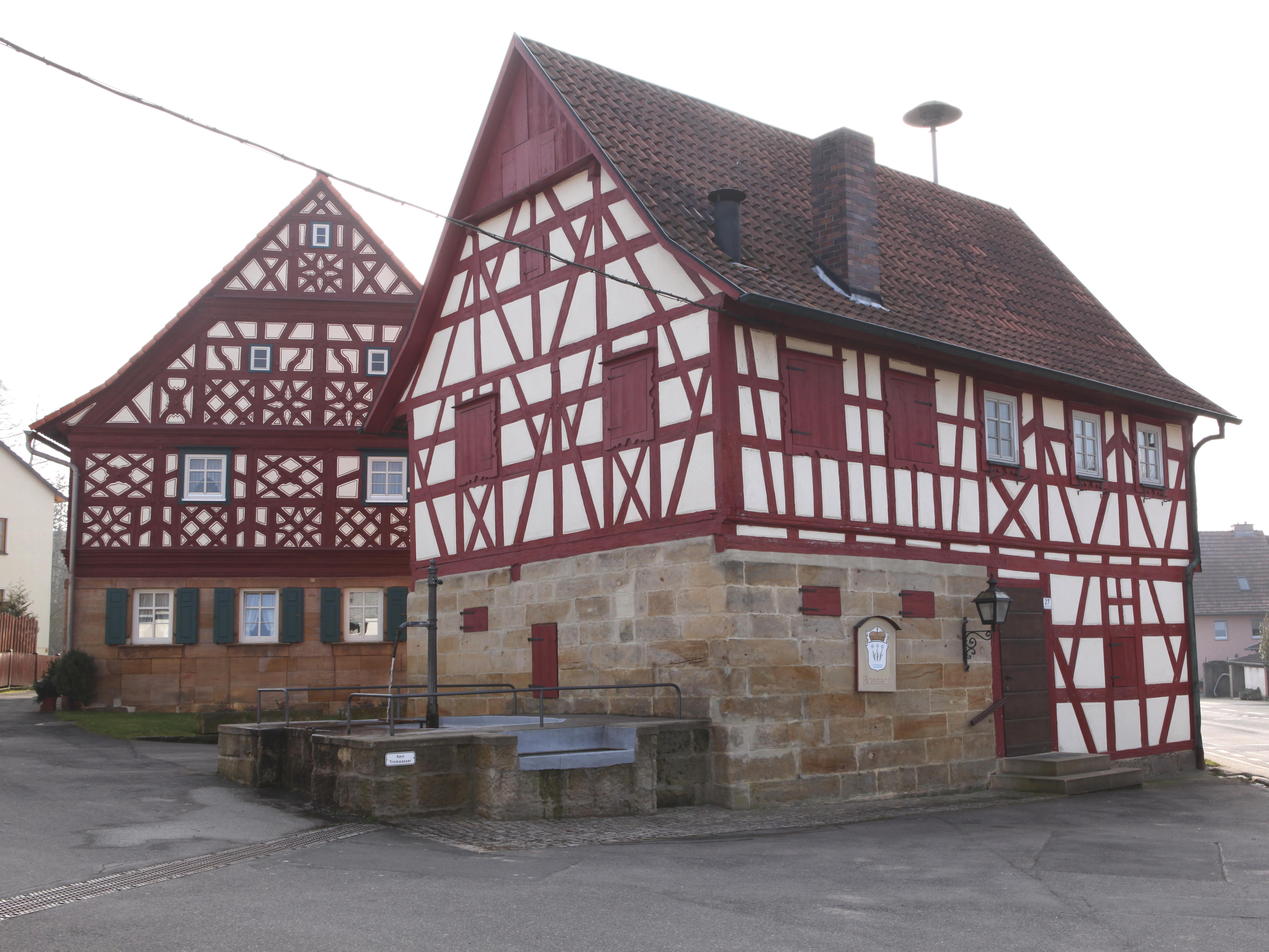
Ehemaliges Gemeindehaus in Rossach
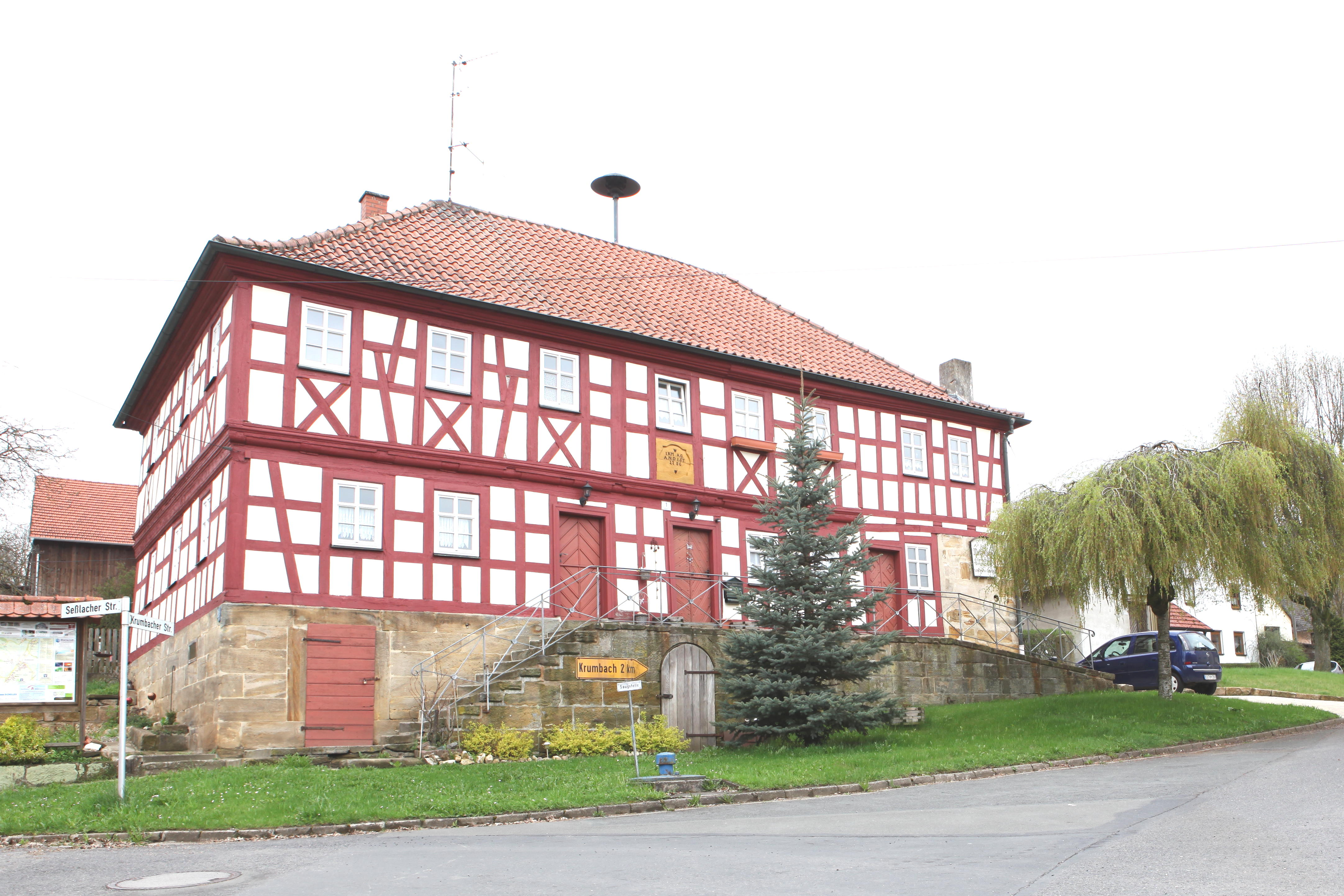
Ehemaliges Gemeindehaus in Watzendorf
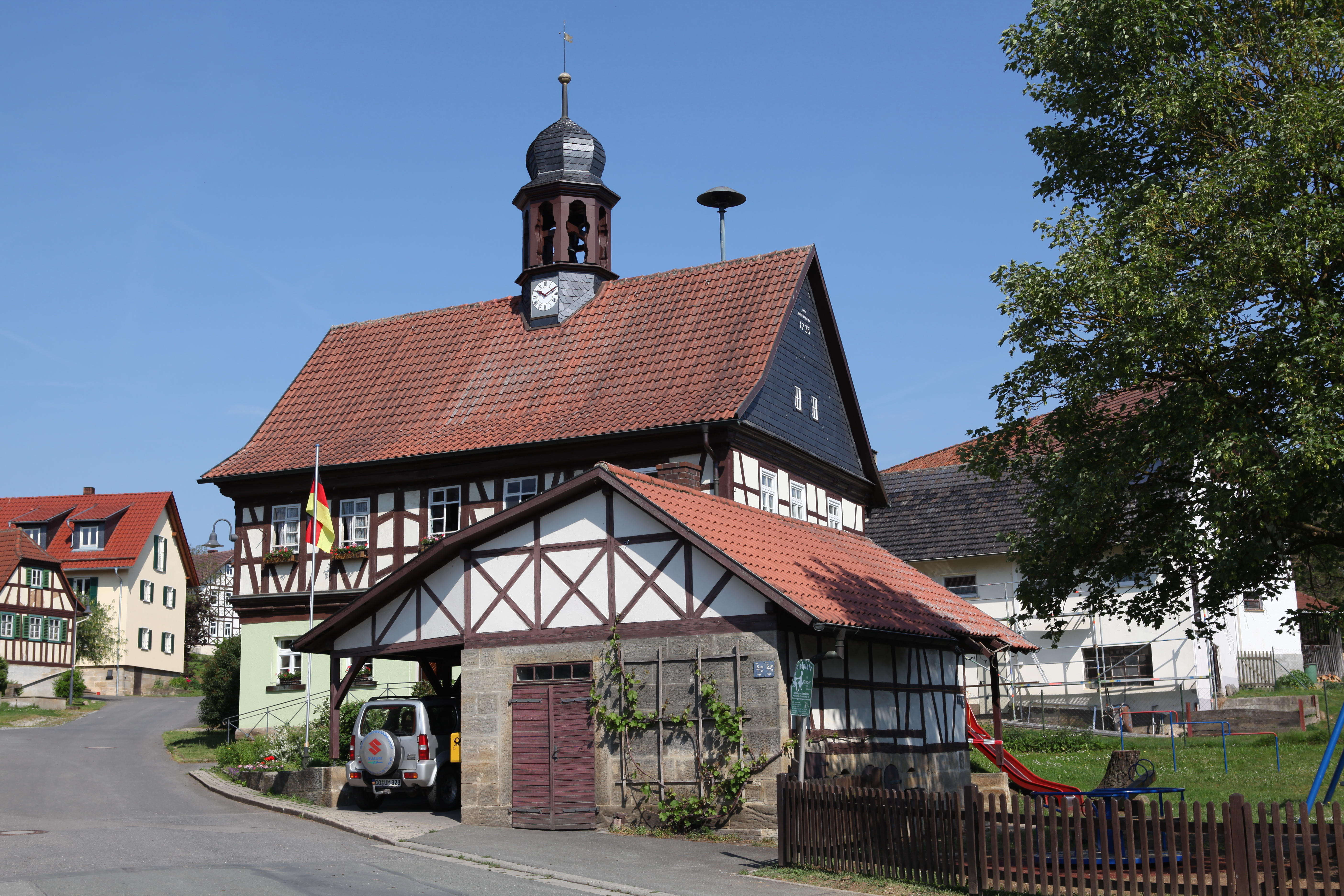
Ehemaliges Gemeindehaus in Gossenberg
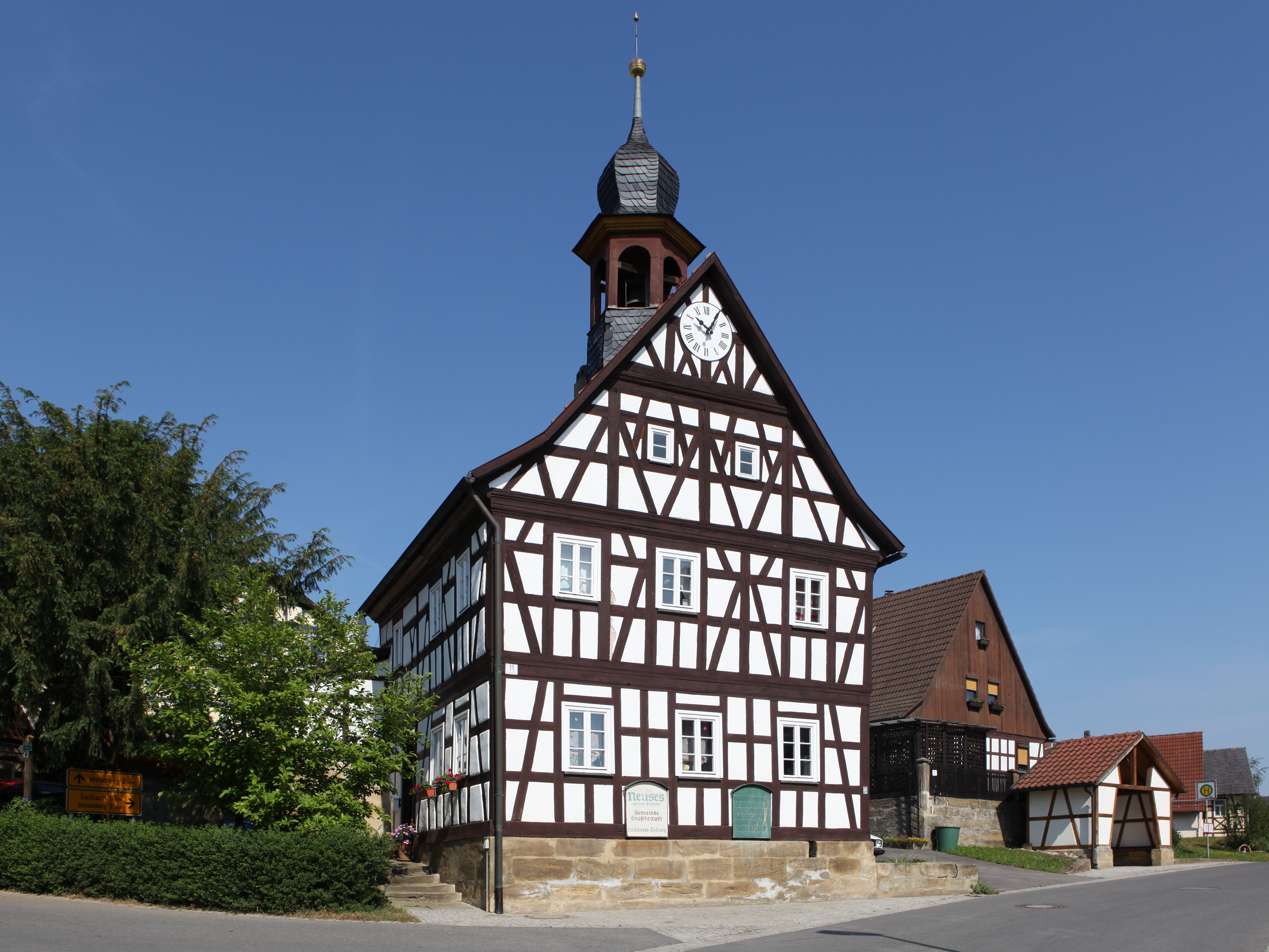
Ehemaliges Gemeindehaus in Neuses a.d.Eichen
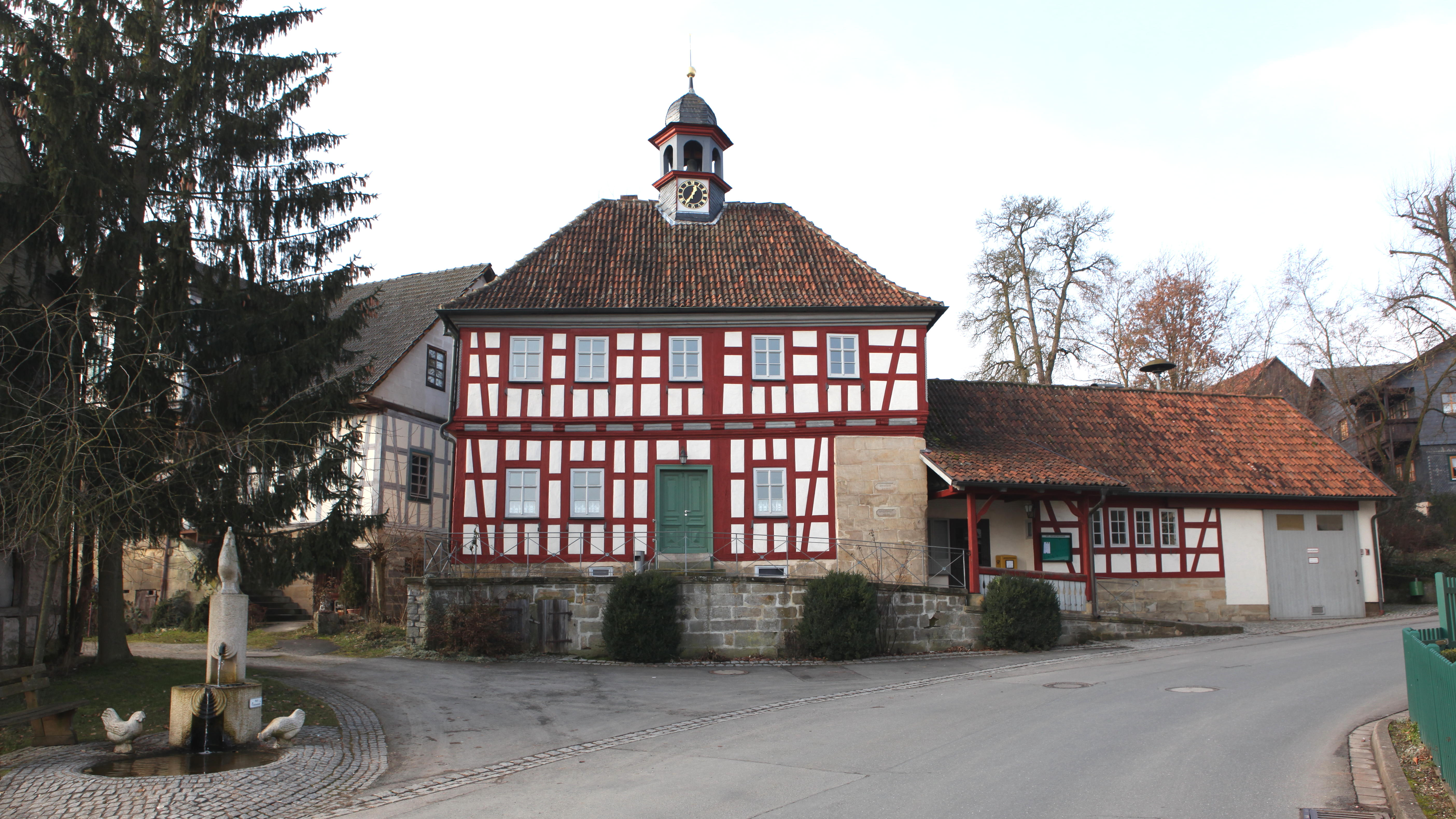
Ehemaliges Gemeindehaus in Buchenrod

## Verkehr
Der Ort liegt an der Bundesstraße 4, die Coburg mit Bamberg verbindet. 1900 erhielt Großheirath einen Eisenbahnanschluss durch die Itzgrundbahn, an der der Bahnhof Großheirath sowie im heutigen Gemeindeteil Rossach der Bahnhof Rossach lagen. 1984 endete der Personenverkehr. Die Strecke wurde 2001 stillgelegt und zurückgebaut.

## Persönlichkeiten
- Gerhard Derks (1902–1970), Landrat